# پیمان مسکو (۱۹۲۱)

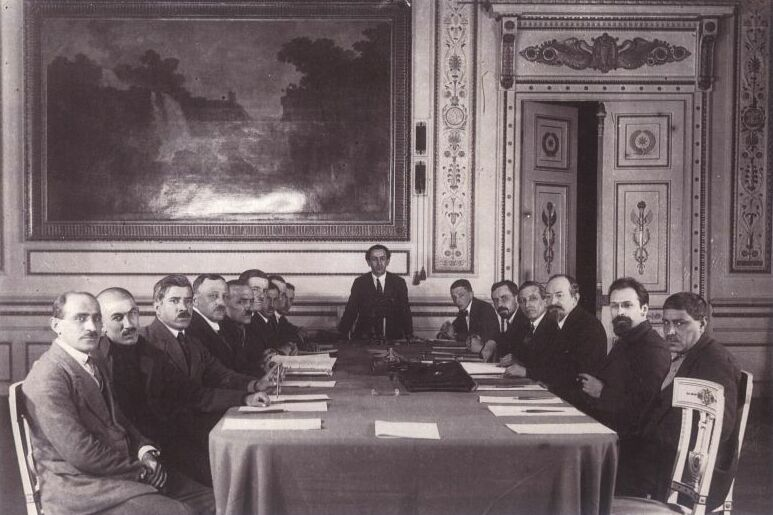
رهبران ترکیه و بلشویکی در حال مذاکره در مسکو

عهدنامه مسکو؛ عهدنامه‌ای بود که در ۱۶ مارس ۱۹۲۱ میلادی میان روسیه بلشویکی به رهبری ولادیمیر لنین و مجلس کبیر ملی ترکیه*  به رهبری مصطفی کمال آتاترک در مسکو بسته شد و درباره مالکیت مناطقی مانند قارص، اردهان و آرتوین، باطوم، قره باغ و نخجوان بود.

## پیش زمینه
از روزگار پتر یکم و طرح‌های توسعه طلبانه او، در هر نسلی بین تُرک‌ها و روس‌ها جنگی وجود داشته‌است؛ اما در لحظه‌ای از تاریخ که کمالیست‌ها و بلشویک‌ها هر دو مورد تهاجم غرب قرار داشتند، هردو به ناچار و با گام‌های محتاطانه، رو به یکدیگر آوردند. کمال آتاتورک از نخستین لحظه ورود به آناتولی به ایجاد تفاهمی با بلشویک‌ها اندیشیده بود؛ حتی اگر این تفاهم برای تهدید نیروهای متفق باشد. واکنش آنی روس‌ها نسبت به انقلاب تُرک‌ها مساعد بود. آن‌ها علناً آن را انقلابی به موازات انقلاب خود و پیشرفتی در جهان اسلام تلقی کرده بودند. روزنامه ایزوستیا آن را (نخستین انقلاب شورایی در آسیا) نامیده بود.
آناتولی از نظر استراتژیک برای بلشویک ها؛ که در آن زمان از جانب بازمانده‌های ارتش خودی موسوم به روس‌های سفید و نیز مداخله‌های نیروهای متفقین احساس خطر می‌کردند؛ دارای اهمیت ویژه‌ای بود. یک ترکیه انقلابی می‌توانست جناح بی حفاظ آن‌ها در قفقاز جنوبی را بپوشاند، منطقه‌ای که هم تُرک‌ها و هم روس‌ها در آن دارای منافعی بودند.
کمال آتاتورک پس از پایان گرفتن کار کنگره در سیواس، ترتیب مسافرت یک نماینده غیررسمی را به شوروی داده بود تا در آنجا در مورد امکان دریافت پول و اسلحه از بلشویک‌ها تحقیق کند. این نماینده خلیل پاشا* بود که قبلاً عضو حزب اتحاد و ترقی و عموی اسماعیل انور محسوب می‌شد؛ او توانست مایحتاج محدودی در روزهای نخستین سال ۱۹۲۰ میلادی به آناتولی برساند.
اما عمل مهاجمانه انگلیس‌ها در بهار ۱۹۲۰ میلادی بود که نخستین کوشش‌های آشکار کمال آتاتورک برای نزدیکی به بلشویک‌ها را تسهیل کرد. تصرف قسطنطنیه، انتشار مفاد معاهده سور، و جنگی که پیامد آن بود، دریافت مایحتاج از روس‌ها را ضرورتی حیاتی بخشیده بود.
تأسیس مجلس کبیر ملی به کمال آتاتورک توانایی بخشید تا بتواند یک هیئت رسمی سیاسی را به مسکو بفرستد. سرپرستی این هیئت با وزیر خارجه کابینه مِلیون، یعنی بکر سامی* بود. او فرزند یک ژنرال روس بود که مورد غضب رژیم تزاری قرار گرفته و سال‌ها پیش به ترکیه مهاجرت کرده بود. کمال این اقدام را با فرستادن یادداشتی برای لنین تکمیل کرد و از او خواست تا بین دولت مِلیون و بلشویک‌ها روابط دیپلماتیک رسمی برقرار شود و در عین حال، انقلابیون تُرک در مبارزه خود علیه امپریالیسم مورد حمایت و کمک بلشویک‌ها قرار گیرند.
متعاقب این جریان نامه‌ای از چیچرین* کمیسر روابط خارجه شوروی واصل شد که طی آن، شوروی میثاق ملی مِلیون تُرک را به رسمیت شناخته و این تصمیم مجلس کبیر ملی را که می‌گفت (ما باید فعالیت خود و عملیات نظامی خودمان و شما علیه دولت‌های امپریالیستی را با هم هماهنگ سازیم)، مورد پذیرش قرار داده و در عین حال، با برقراری روابط رسمی دیپلماتیک و تبادل کنسول موافقت کرده بود. در ادامه چیچرین در ارتباط با منافع متقابلشان در مسائل ارضی، معتقد به انجام همه پرسی در مناطق مختلف تُرک و روس‌نشین بود و نیز پیشنهاد می‌کرد که شوروی در اختلاف بین تُرک‌ها و ارمنی‌ها و نیز اختلافات ارضی بین تُرک‌ها و ایرانی‌ها میانجیگری کند. کمال که با این پیشنهادها موافقت داشت متقابلاً خواستار انجام معامله‌ای شد که براساس آن دولت مِلیون ادعاهای ارضی شوروی نسبت به جمهوری سوسیالیستی شوروی آذربایجان را به رسمیت می‌شناخت، در مقابل روس‌ها دست تُرک‌ها را در حمله به ارمنستان باز می‌گذاشتند. در پایان نیز کمال خواستار (پول و اسلحه به منظور بازسازی نیروهای خود برای مبارزه مشترکی که داشتند) شده بود.
در پی مکاتبات و توافقات اولیه هیئت دیپلماتیک مِلیون، پس از یک مسافرت هفتاد روزه از طریق دریای سیاه و سیستم راه‌آهن شوروی که جنگ و انقلاب آن را منقطع ساخته بود، در ماه ژوئیه به مسکو رسید. آن‌ها بلافاصله مسئله گشودن راهی از میان جمهوری‌های ارمنستان و گرجستان را مطرح ساختند، راهی که اجازه می‌داد کمک‌های نظامی با سهولت بیشتری به آناتولی برسد. هیئت همچنین اعلام داشت که تنها برای دریافت کمک نیامده است، بلکه خواستار برقراری نوعی ائتلاف است. روس‌ها در این مورد مردد بودند.
چیچرین اگرچه می‌پذیرفت که شوروی متعهد است که از آناتولی دفاع کند، اما در عین حال، به خطرهای ناشی از تهدیدات ناشی از نیروهای متفق در لهستان اشاره می‌کند؛ خطرهایی که می‌توانستند هرگونه کوششی را برای رسیدن به چنان اتحادی به تأخیر بیندازند. خیلی زود آشکار شد که روس‌ها در واقع در پی آنند که در مقابل ارسال کمک برای تُرک‌ها کل ارمنستان را خود تصاحب کنند. بکر سامی در گزارش خود به آنکارا اعتقاد راسخ خود را بر اینکه روس‌ها هر لحظه ممکن است دولت اولین جمهوری ارمنستان را سرنگون کنند، مطرح کرد و توضیح داد که در آن صورت دولت ملی چاره‌ای جز دست زدن به عملیات نظامی نخواهد داشت.
با وصول این گزارش، کمال تحلیل خود از وضعیت را برای مجلس شورا تشریح کرد و توضیح داد که در ارزیابی او روس‌ها نیاز دارند که از یک سو جهان اسلام را از مقاصد دوستانه خود مطمئن کرده و در عین حال هم جلوی نفوذ تُرک‌ها در این حوزه را بگیرند و هم بکوشند تا جهان غرب آن‌ها را نیروی اصلی حامی انقلاب تُرکان بداند. از نظر کمال، هدف نهایی آن‌ها استقرار کمونیسم در ترکیه و تبدیل آن به یکی از اقمار مسکو بود.
در همین حال روس‌ها در ماه سپتامبر (کنگره ملل شرق) را در باکو برپا کرده و قصد داشتند که از طریق آن نظر همسایگان مسلمان را به خود جلب کنند. کمال نیز هیئتی را به این کنگره اعزام داشت. روس‌ها هم مثل اسماعیل انور در فکر ایجاد جنبش پان اسلامی که تا مرزهای هند گسترده می‌شد، بودند و درواقع، اسماعیل انور شخصاً در این امر به آن‌ها کمک کرده بود چراکه او و جمال پاشا از طریق آلمان خود را به مسکو رسانده بودند.

## امضاء عهدنامه و نتیجه آن
نتیجه مذاکرات و گفتگوها انعقاد قراردادی در ۲۷ ژانویه بین بلشویک‌ها و هیئت مِلیون تُرک بود. معاهده از سوی یوسف کمال تنگیر شنگ* به عنوان نماینده مِلیون تُرک و کمیسر خارجه بلشویکی چیچرین به عنوان طرف روس امضاء شد. این معاهده به‌طور ضمنی بعضی از اساس عهدنامه برست-لیتوفسک را تثبیت کرد. خواست دولت آنکارا آن بود که مفاد عهدنامه آلکساندروپل به رسمیت شناخته شود و شهرهای (قارص، اردهان، باتوم و ایغدیر) تحت حاکمیت ترکیه باشد؛ اما براساس متن نهایی قرار داد دولت بلشویکی لنین، مناطق (قارص و اردهان و دو منطقه جنوب غربی ارمنستان) را به ترکیه واگذار کرد. در مقابل تُرک‌ها دست بلشویک‌ها را در جمهوری سوسیالیستی شوروی آذربایجان باز گذاشتند تا بر این منطقه و به ویژه منابع نفتی باکو تسلط یابد. براساس این معاهده نخجوان و قره باغ از ارمنستان متنزع و به عنوان جمهوری خودمختار تحت حاکمیت جمهوری سوسیالیستی شوروی آذربایجان قرار می‌گرفت؛ (براساس ماده ۳ معاهده)، الغای کلیه معاهده‌ها بین عثمانی و روسیه از سوی لنین مطابق بند شش قرارداد رسماً اعلام شد.
یوسف کمال تنگیر پس از امضای قرارداد، آن را با خود به ترکیه برد؛ به هنگام ترک مسکو، قطار حامل او مقدار یک میلیون روبل طلا را نیز حمل می‌کرد که عموماً برای پرداخت حقوق کارمندان غیرنظامی در آنکارا در نظر گرفته شده بود و در عین حال، قرار بود که به تدریج اسلحه، مهمات و مایحتاجی که تُرک‌ها خواستار آن بودند از طریق قایق و دریای سیاه ارسال شود.
اما چند روز بعد چیچرین مسئله مرزها را با بکرسامی مطرح ساخته و خواستار آن شد که دو استان وان و بتلیس از عثمانی جدا و ضمیمه ارمنستان شود. او اعلام داشت که ادامه کمک به ترکیه در صورت پذیرش این موضوع تحقق خواهد یافت. هنگامی که کمال آتاتورک از این موضوع مطلع شد چنین تشخیص داد که لحظه عمل فرارسیده‌است. او پیشنهاد چیچرین را رد کرده و دستور داد که ارتش شرق به سوی ارمنستان حرکت کند و همان‌طور که مذکور افتاد قوای کاظم قرابکر* وارد مرزهای ارمنستان شد. در همین ایام روس‌ها احساس خطر کردند و ارتش ضد انقلاب را در منطقه «رانگل» شکست دادند، در نتیجه دست آن‌ها برای تصرف بقیه ارمنستان بازتر شد. به دنبال آن واحدهای ارتش سرخ با ورود به ارمنستان آن را به اشغال درآورده و جمهوری سوسیالیستی ارمنستان شوروی در آنجا اعلام کردند. در طی ماه‌های بعد تُرک‌ها و روس‌ها بقیه منطقه قفقاز جنوبی را بین خود تقسیم کردند. به دنبال آن تُرک‌ها اردهان و آرتوین را تصرف کردند؛ بر سر تصرف باتومی مسابقه‌ای درگرفت که برنده آن ارتش سرخ بود. رفته رفته زمان آن رسید که دستاوردهای نظامی را به صورتی سیاسی رسمی‌کنند؛ لذا کمال آتاتورک هیئت جدیدی را به ریاست یوسف کمال تنگیر برای عقد معاهده‌ای نو به مسکو فرستاد. بر پایه قرار داد ۲۷ ژوئن ۱۹۲۰ میلادی که میان دو حکومت منعقد شده بود، معاهده‌ای در مسکو به تاریخ ۱۶ مارس ۱۹۲۱ میلادی بین دولت کمالیست و اتحاد جماهیر شوروی به امضاء رسید. این معاهده همان خطوط معاهده قبلی را همراه با اضافاتی تثبیت می‌کرد. این قرارداد مرز جدید شمال شرقی ترکیه را تعیین کرد، مناطق قارص، اردهان و آرتوین به ترکیه، باتوم به گرجستان و مناطق قره باغ و نخجوان به صورت منطقه‌ای خودمختار تحت نظارت جمهوری سوسیالیستی آذربایجان درآمد.